# Literatura estońska

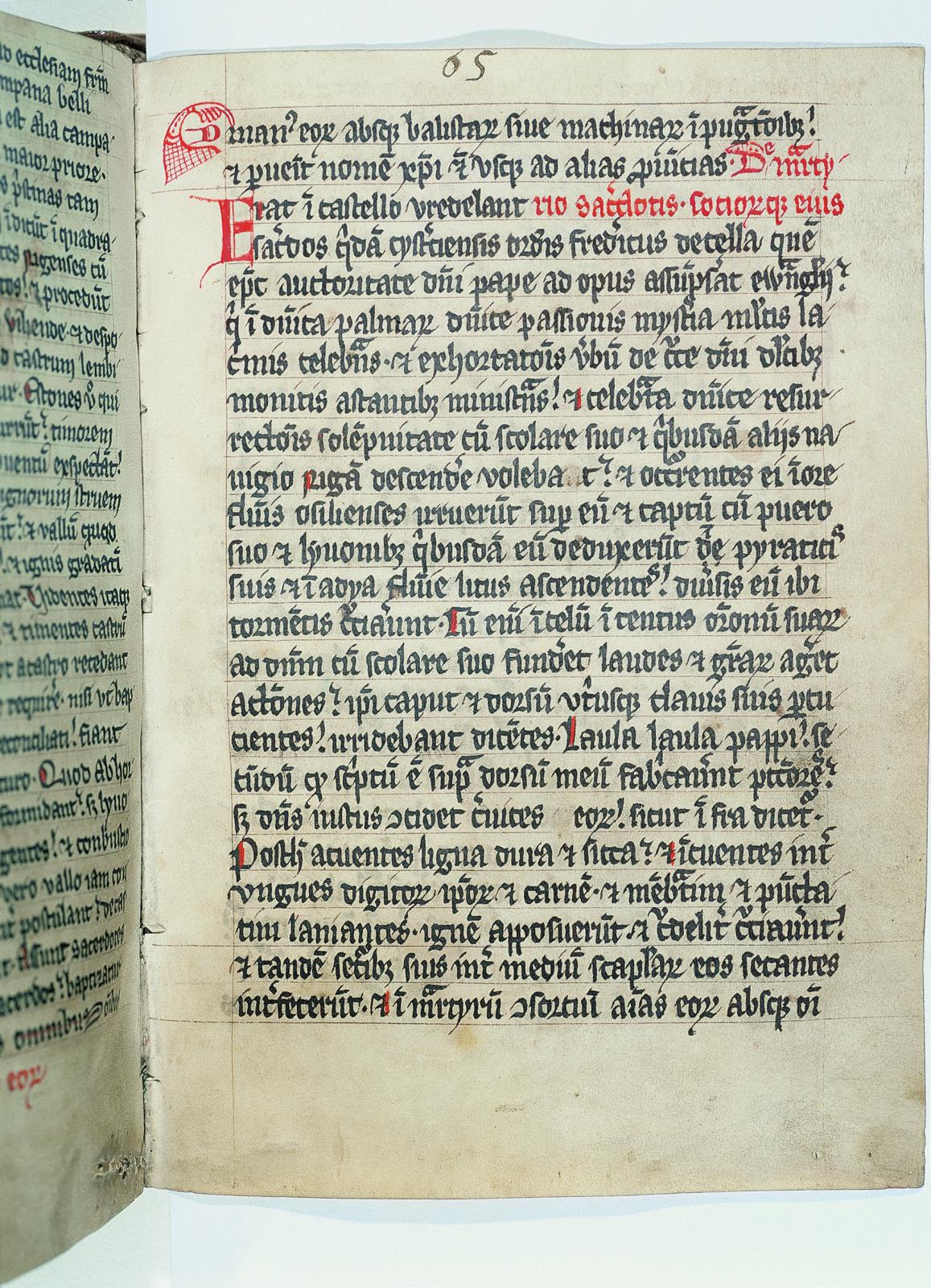
Jedna z kart Kroniki Henryka Łotysza

Termin literatura estońska odnosi się do tekstów pisanych i mówionych w języku estońskim i tworzonych przez estońskich pisarzy w kraju i na emigracji.
Począwszy od XIII w. (od czasów krucjat północnych) aż po uzyskanie przez Estonię niepodległości w 1918 r., obszar tego państwa znajdował się pod obcym panowaniem: początkowo Danii, potem Niemiec, Rzeczypospolitej, Szwecji, a wreszcie Rosji. W efekcie nie powstały żadne rodzime instytucje (np. kancelarie książęce czy dwory lokalnych możnowładców), które zainteresowane byłyby krzewieniem piśmiennictwa w języku estońskim. Piśmiennictwo użytkowe, świeckie bądź religijne, powstawało w ciągu tego czasu w języku dominującej kultury (niemieckiej, szwedzkiej czy rosyjskiej) lub po łacinie. Tym też należy wyjaśnić fakt, iż pierwsze estońskie teksty pisane powstały względnie późno i aż XIX w. piśmiennictwo estońskie było ubogie i mało zróżnicowane.
Rozwijała się natomiast literatura ludowa przekazywana ustnie, choć informacje na jej temat (np. odnośnie do doboru form poetyckich, metryki, charakterystycznych motywów itp.) są raczej skąpe i w większości przypadków odnoszą się dopiero do stanu z XIX w. Bogactwo ustnej literatury ludowej zostało w estońskiej tradycji piśmienniczej wykorzystane w ograniczonym stopniu, bowiem punktem odniesienia dla kształtującej się literatury estońskiej był raczej dorobek poetów i pisarzy tworzących na ziemiach estońskich w języku niemieckim. Tym niemniej tradycje ludowe stały się inspiracją do spisania przez Friedricha Reinholda Kreutzwalda eposu Kalevipoeg (Syn Kaleva, 1803–1882), który odegrał ogromną rolę w procesie powstawania i formowania wśród Estończyków nowoczesnej świadomości narodowej.
W czasach najnowszych najpopularniejszymi i najczęściej tłumaczonymi za granicą pisarzami estońskimi są Jaan Kross oraz Jaan Kaplinski.

## Historia literatury estońskiej

### Początki

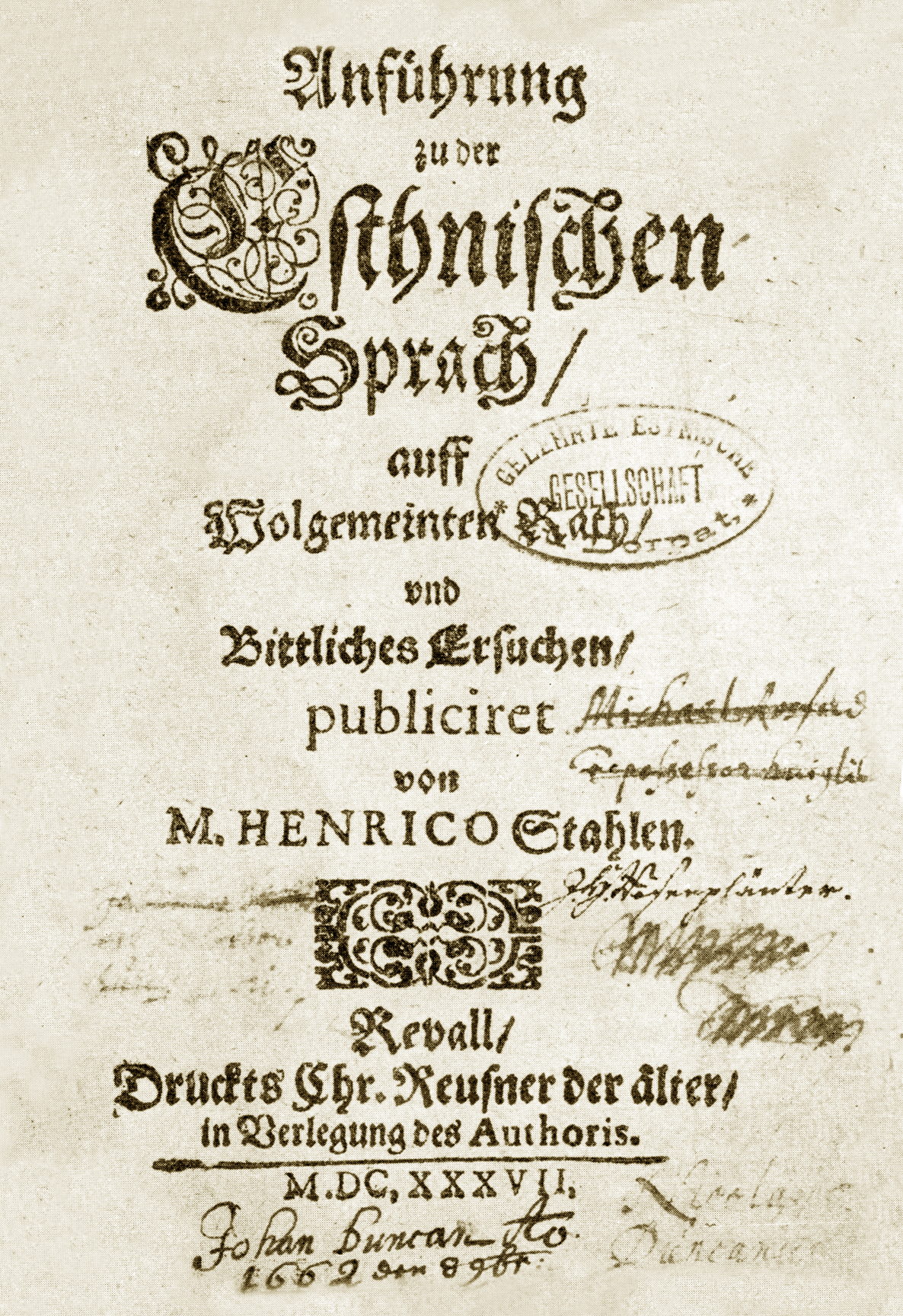
Gramatyka estońska z 1637, autorstwa Heinrich Stahla

Pierwocin pisanej literatury estońskiej należy szukać w okresie średniowiecza. Teksty z tego najwcześniejszego okresu są jednak wyjątkowo nieliczne, a ponadto przeważnie bardzo krótkie. Najstarszym zapisem, wiązanym z językiem estońskim są fragmenty łacińskojęzycznej Kroniki Henryka Łotysza, zatytułowanej O początkach Liwonii (łac. Originates Livoniae). Sama kronika uważana jest za najstarsze znane źródło pisane dotyczące historii terenów dzisiejszej Estonii i Łotwy. W tekst kroniki zostały wplecione estońskie nazwy miejscowe, nazwy osobowe, imiona bóstw, pojedyncze słowa oraz fragmenty zdań. Powstała na dworze duńskiego króla Waldemara II Księga posiadłości duńskich (łac. Liber Census Daniae) z 1241, zawiera estońskie nazwy miejscowe i osobowe.
Znakomita większość najstarszych estońskich tekstów ma charakter religijny. Ich autorami byli w głównej mierze duchowni, wywodzący się przede wszystkim ze środowiska Niemców bałtyckich. Ze względu na fakt, iż dla autorów tych tekstów język estoński nie był językiem ojczystym, ich poziom językowy nie jest najwyższy.

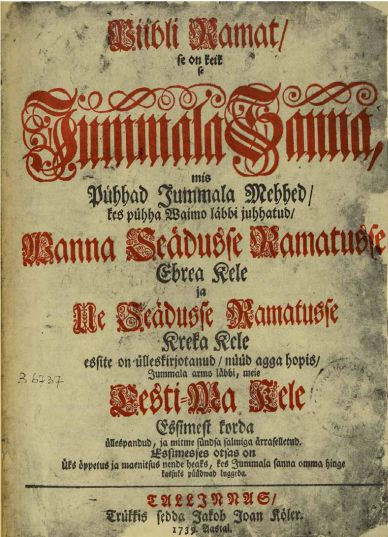
Biblia estońska (1739)

Najstarszym zwartym tekstem w języku estońskim są tzw. modlitwy z Kullamaa, datowane na okres między 1524 a 1528 r. Zawierają one rękopiśmienne teksty podstawowych, najczęściej używanych modlitw, Ojcze nasz, Zdrowaś Maryjo, Wierzę w Boga. Za pierwszą drukowaną książkę estońską uchodzi katechizm, wydany przez biskupa Ozylii Jana Kyvela (Kõvela) w 1517 r. Niestety, katechizm ten nie zachował się do naszych czasów. Nie zachował się również wydany w 1525 r. w Lubece modlitewnik, w którym znalazły się objaśnienia pisane po estońsku, łotewsku i litewsku. Ocalały natomiast fragmenty kolejnego estońskiego tekstu drukowanego: dwujęzycznego, niemiecko-estońskiego przekładu katechizmu, który przygotowany został przez S. Wanradta i J. Koella i wydany w 1535 r. Ważnym tekstem jest również Domowa książka podręczna dla Księstwa Estońskiego w Liwonii (niem. Hand- und Hausbuch für das Fürstenthumb Esthen in Liffland), 1632–1638 napisana przez Heinricha Stahla i zawierająca paralelnie zestawione teksty estońskie i niemieckie. Stahl jest również autorem wydanej w 1637 r. na potrzeby duchownych niemieckojęzycznej gramatyki języka estońskiego. Niemiecki pastor, Reiner Brocmann (1609–1647), nauczyciel greki w gimnazjum w Tallinnie, jest autorem kilku utworów poetyckich pisanych w języku estońskim, w tym pierwszego estońskiego wiersza: napisanego w 1637 r. utworu Carmen Alexandrinum Esthonicum ad leges Opitij poeticas compositum. Nowy Testament został przełożony na język võro w 1686 r., natomiast na dialekt północnoestoński w 1715 r. Pierwszy pełny przekład Pisma Świętego – Biblia Antona thora Hellego – ukazał się w roku 1739 pod redakcją pastora Antona thora Hellego (1683–1748).
Niemieckojęzyczna literatura, tworzona przez pisarzy z kręgu arystokracji Niemców bałtyckich miała
niemały wpływ na rozwój literatury estońskiej również w późniejszym czasie. Punktem odniesienia dla twórców estońskich były m.in. pisane w języku niemieckim kroniki, przedstawienia teatralne czy okolicznościowe wiersze. Dominacja języka niemieckiego w kulturze i tradycji Estonii była długotrwała, jeszcze w XIX w. Lydia Koidula (1843–1886), jedna z pierwszych poetek estońskich, pisała utwory, formalnie i tematycznie nawiązujące do wzorców, znanych z lokalnej literatury niemieckojęzycznej.

### Twórczość ludowa

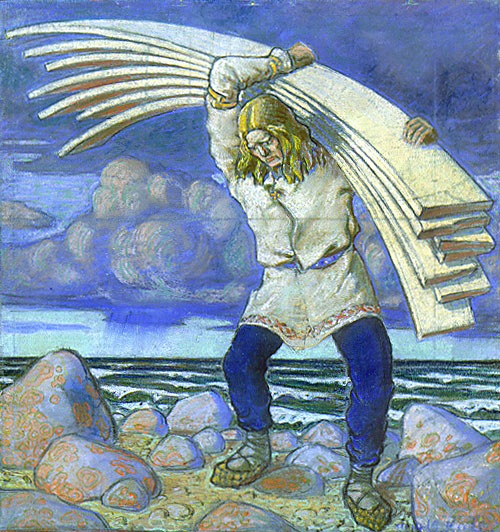
Ilustracja z estońskiego wydania Kalevipoega

W odróżnieniu od stosunkowo późno ukształtowanej literatury pisanej, estońska twórczość ludowa ma długie i bardzo bogate tradycje, sięgające czasów sprzed utraty niezależności w czasach krucjat północnych. Najstarsze zapisy estońskiej poezji ludowej odkryć można w trzynastowiecznej kronice Henryka Łotysza. Johann Gottfried Herder opublikował przykłady ludowych pieśni estońskich w swym zbiorze Volkslieder (1807). W drugiej połowie XIX w. Jakob Hurt (1839–1907) jako pierwszy rozpoczął systematyczne zbieranie estońskiej twórczości ludowej, planując obszerną, wielotomową publikację zatytułowaną Monumenta Estoniae Antiquae. Hurt jest autorem sentencji, która wyraża mentalność Estończyków, jako niewielkiego liczebnie narodu: Jeśli nie możemy być wielcy liczbą, musimy być wielcy duchem.

### Kristjan Jaak Peterson
Za właściwego twórcę nowoczesnej poezji estońskiej uznaje się Kristjana Jaaka Petersona (1801–1822). Jest on autorem dwóch tomików wierszy, które jednak nie ukazały się drukiem za jego życia. Jego trzy wiersze pisane po niemiecku wydrukowano pośmiertnie w 1823 r., większość – dopiero w wieku XX. Jednym z najważniejszych projektów Petersona, było niemieckie tłumaczenie opracowania Mythologia Fennica fińskiego badacza Kristfrid Ganandera (szwedzki oryginał opracowania ukazał się w 1789 r.). Niemiecki przekład tego dzieła, będącego słownikiem fińskiej mitologii i nazewnictwa, znalazł w Estonii znaczny krąg czytelników, stając się ważnym źródłem ideologii narodowej i inspiracji dla wielu wczesnych twórców estońskich. Duży wpływ tego dzieła, jako źródła inspiracji i punktu odniesienia dla twórców estońskich utrzymywał się do pierwszych dziesięcioleci XX w.

### Kalevipoeg

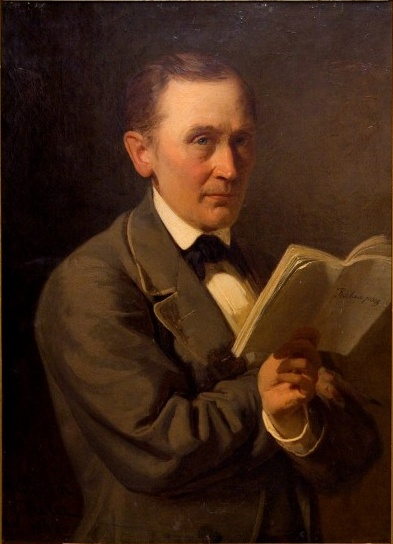
Friedrich Reinhold Kreutzwald

Najwybitniejszym osiągnięciem inspirowanych folklorem badań literackich połowy XIX w. była prowadzona w zgodzie z duchem ówczesnych czasów rekonstrukcja estońskiego eposu narodowego. Pracę nad tym podjął Friedrich Robert Faehlmann, członek Estońskiego Towarzystwa Naukowego (niem. Gelehrte Esthnische Gesellschaft), ogłaszając w 1839 r. swój artykuł poświęcony mitycznemu bohaterowi z estońskich legend, o imieniu Kalevipoeg (Syn Kaleva). Po śmierci Faehlmanna w 1850 r. jego pracę kontynuował Friedrich Reinhold Kreutzwald, który ukończył ją w 1853 r. Ze względu na trudności wydawnicze i kłopoty z cenzurą pełne, dwujęzyczne, niemiecko-estońskie wydanie eposu Kalevipoeg ukazywało się w częściach w latach 1857–1861 r. Kompletne wydanie estońskie opublikowano dopiero w 1862 r. Kalevipoeg w ogromnym stopniu ukształtował estońską świadomość narodową, stając się punktem odniesienia dla wielu późniejszych pisarzy i poetów.

### Przełom XIX i XX w.
Najwybitniejszym twórcą schyłku XIX w. był Juhan Liiv (1864–1913), który zyskał uznanie za swe utwory poetyckie, jak również opowiadania i nowele. Współczesnym Liivowi był Eduard Vilde (1865–1933), pisarz, który zapoczątkował realizm krytyczny w literaturze estońskiej.
Wraz z ukształtowaniem się młodoestońskiego (est. Noor-Eesti) nurtu kulturowego w 1905 do głosu doszli reprezentujący modernistyczne tendencje w sztuce poeci Gustav Suits (1883–1956), Villem Grünthal-Ridala oraz reformator estońskiego języka literackiego Johannes Aavik (1880–1973). Za najważniejszego prozaika pierwszych dziesięcioleci XX w. uważa się Oskara Lutsa (1887–1953). Innym ważnym twórcą był Friedebert Tuglas (1886–1971) i Jaan Oks (1884–1951). Poezja Ernsta Enno (1875–1934) zdobyła sobie popularność już w nowszych czasach.
Racjonalizm twórców młodoestońskich został odrzucony przez grupę twórców zjednoczonych wokół grupy literackiej Siuru (Niebieski Ptak), utworzonej w 1917 r. Wśród twórców tego kręgu znaleźli się Henrik Visnapuu (1890–1951), Marie Under (1883–1980), Johannes Semper (1892–1970) i August Gailit (1891–1960). Szczytowy okres twórczości pisarzy, zaliczanych do grupy Siuru przypadł na okres dwudziestolecia międzywojennego.
W tym też czasie zaczęło ukazywać się ważne czasopismo literackie, pt. Eesti Kirjandus (Literatura Estońska) w 1906, a w 1907 powstało Estońskie Towarzystwo Literackie (est. Eesti Kirjanduse Selts).

### 1918–1940
Po uzyskaniu przez Estonię niepodległości w 1918 r., m.in. dzięki powstawaniu i działalności różnorakich instytucji kulturalnych, literatura estońska zyskała na jakości i różnorodności. W 1922 r. utworzone zostało Związek Pisarzy Estońskich. W 1923 r. zaczął się ukazywać miesięcznik literacki Looming (Twórczość), do dzisiaj pozostający głównym czasopismem tego typu w Estonii. W 1925 r. powstała Fundacja Wspierania Kultury, działająca do dzisiaj instytucja, której zadaniem było wspieranie rozmaitych projektów artystycznych.
Dominującą tendencją artystyczną w prozie estońskiej okresu międzywojennego był realizm. Najważniejszym pisarzem tego okresu był Anton Hansen Tammsaare (1878–1940), autor pięciotomowej epickiej powieści, zatytułowanej Tõde ja õigus (Prawda i sprawiedliwość, 1926–1933). Jest ona uważana za jeden z najważniejszych tekstów w literaturze estońskiej. Innymi wybitnymi pisarzami byli August Mälk (1900–1987), Karl Ristikivi (1912–1977) oraz August Gailit, który na scenie literackiej pojawił się wraz z pisarzami grupy Siuru.
W poezji końca lat 30. słyszalny był głos niewielkiej, ale wpływowej grupy poetów, których manifestem stał się wspólny tom, zatytułowany Arbujad (Wieszczowie), wydany w 1938 r. Do grupy należeli m.in. Betti Alver (1906–1989), Uku Masing (1909–1985), Mart Raud (1903–1980), Kersti Merilaas (1913–1986), Bernard Kangro (1910–1994), Heiti Talvik (1904–1947), August Sang (1914–1969) i Paul Viiding (1904–1962). Utwory poetów tej grupy były eklektyczne formalnie, autorów łączyły jednak ambicje pogłębienia w poezji wymowy intelektualnej i emocjonalnej. Poeci z grupy Arbujad opowiadali się za wolnością i niezależnością i występowali przeciwko przymusowi ideologicznemu i totalitarnym zapędom swoich czasów. Jak pisze Florian Nieuważny: Poeci owi, nie mieszczący się w oficjalnym aprobatywnym nurcie poezji ani nie należący do zdecydowanej lewicy, byli wszelako w opozycji do mieszczańskiej konwencji i konwenansów zarówno w sztuce, jak i w życiu, byli sceptyczni wobec nacjonalistycznej frazeologii i pełni niepokoju, ponieważ przeczuwali nadejście wstrząsów mogących zniweczyć kulturę i zburzyć dotychczasową hierarchię wartości.

### Po zakończeniu II wojny światowej

#### Emigracja

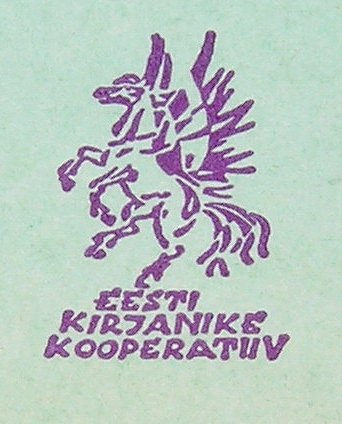

Gdy Estonia znalazła się w orbicie wpływów Związku Radzieckiego doszło do załamania dotychczasowego życia literackiego. Wielu pisarzy, żyjących i tworzących przed wojną oraz w czasie niemieckiej okupacji wyjechało z kraju, wybierając emigrację. Niektórzy wyemigrowali do Niemiec (Henrik Visnapuu), inni do Szwecji – bądź bezpośrednio, bądź też przez Finlandię (Gustav Suits, Marie Under, August Gailit, Bernard Kangro, August Mälk, Karl Ristikivi). Ci, którzy zdecydowali się na pozostanie i nie byli zwolennikami ideologii komunistycznej, trafiali do łagrów (Heiti Talvik, Hugo Raudsepp), bądź poddawani byli represjom, uniemożliwiano im publikowanie tekstów lub też wybierali emigrację wewnętrzną (Friedebert Tuglas, Betti Alver, Uku Masing).
Mimo trudnych warunków lat wojny i okresu powojennego działalność pisarska emigrantów rozwijała się bujnie, zarówno w warunkach tymczasowego pobytu w Finlandii, jak również w obozach dla uchodźców w Szwecji i Niemczech. W 1945 r. wśród estońskich emigrantów w Sztokholmie utworzony został Związek Pisarzy Estońskich na Emigracji. W 1950 r. dzięki staraniom Bernarda Kangro zaczęło się ukazywać w Lund estońskie czasopismo kulturalne pt. Tulimuld, wydawane do 1993 r. Powstało także wydawnictwo Eesti Kirjanike Kooperatiiv, największa tego typu instytucja emigracyjna, zajmująca się drukowaniem, popularyzowaniem piśmiennictwa estońskiego w świecie i troską o zachowanie przedwojennych tradycji literackich. Kwestią popularyzacji literatury estońskiej zajmowali się także niezależnie inni pisarze i działacze kulturalni: w USA Ivar Ivask (1927–1992) redagował czasopismo World Literature Today, w którym opublikował liczne artykuły poświęcone literaturze estońskiej oraz recenzje estońskich książek.
Mieszkający w Sztokholmie Ilmar Laaban swym debiutanckim tomem poetyckim Ankruketi lõpp on laulu algus (1946) wprowadził do literatury estońskiej poetykę surrealizmu. Laaban był również aktywnym tłumaczem, popularyzującym estońską poezję w Szwecji i Niemczech (tłumaczył na język szwedzki i niemiecki). Modernistyczne tendencje pojawiły się w estońskiej prozie dzięki przebywającemu od 1944 r. w Szwecji Karlowi Ristikivi (1912–1977). Ristikivi, publikujący przed wojną dość tradycjonalną prozę, wydał w 1953 r. powieść Hingede öö, uważaną za pierwszy surrealistyczny utwór prozatorski w literaturze estońskiej. Opublikowana w 1957 powieść
Seitse kohtupäeva Arveda Viirlaida stała się ważnym tekstem utwierdzającym wprowadzanie nowoczesnych technik prozatorskich do literatury estońskiej. Pisarzem, który konsekwentnie stosował nowoczesne środki wyrazu był również Ilmar Jaks (ur. 1923).
Emigracyjną literaturę estońską wzbogacały poza twórczością poetycką i prozatorską również utwory reportażowe, przedstawiające kraje, w których osiedlali się estońscy pisarze, tacy jak np. Karl Rumor (1886–1971) w Brazylii czy Gert Helbemäe (1913–1974) w Wielkiej Brytanii.
W drugiej połowie lat 50. w estońskiej poezji emigracyjnej poza Bernardem Kangro uznanie zdobył sobie także Kalju Lepik (1920–1999). Pierwsza wizyta tego poety w ojczystym kraju (1990) oraz publikacja tomu jego wierszy stała się symbolicznym końcem podziału literatury estońskiej na literaturę emigracyjną i literaturę tworzoną w sowieckiej Estonii.

#### Za żelazną kurtyną

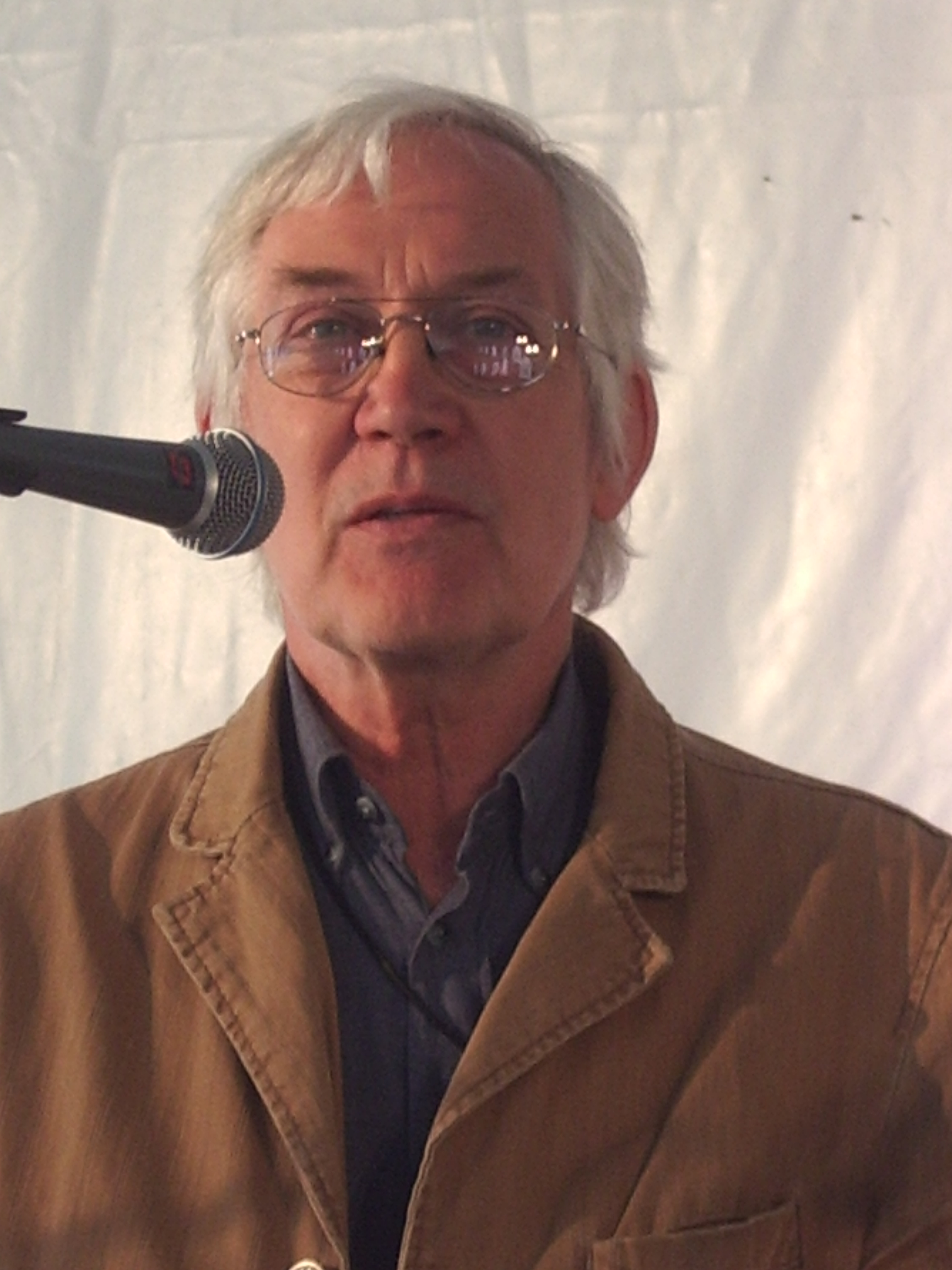
Jaan Kaplinski

Zmiana ustrojowa, związana z wejściem Estonii w skład Związku Radzieckiego, doprowadziła również do całkowitej zmiany w rozumieniu zadań i funkcji, jakie literatura ma pełnić w życiu społecznym. Zgodnie z założeniami socrealizmu literatura miała stanowić ważny element propagandy, służącej przede wszystkim celom politycznym i społecznym, natomiast wartość artystyczna tekstów przestała odgrywać istotną rolę. Stąd też w pierwszych latach powojennych powstawały głównie utwory utrzymane w poetyce realizmu socjalistycznego, zakładającego m.in. typowość opisywanych sytuacji, ideologiczną motywację rozwoju akcji i romantykę rewolucyjną oraz przesłanie dydaktyczne. Wśród pisarzy, realizujących w swej twórczości założenia socrealizmu można wymienić m.in. Hansa Leberechta (1910–1960), Juhana Smuula (1922–1971) czy Ralfa Parve (ur. 1919).
Odwilż polityczna i ideologiczna jaka nastąpiła po śmierci Józefa Stalina w 1953 r. oraz stopniowe odejście od założeń socrealizmu pozwoliły na dojście do głosu na przełomie lat 50. i 60. szeregu młodym pisarzom. Do pokolenia tego należeli m.in. Jaan Kross (1920-2007), Artur Alliksaar (1923–1966), Ain Kaalep (ur. 1926), Kersti Merilaas (1916–1986) czy Ellen Niit (ur. 1928). W latach 60. swą obecność w literaturze estońskiej zaznaczyło tzw. pokolenie kasetowe (nazwa pochodzi od tanich tomów poezji, wydawanych jednocześnie przez kilku poetów i ukazujących się w formie kartonowych pudełek, nazywanych po estońsku kassett), które reprezentowali m.in. Jaan Kaplinski (ur. 1941), tworzący poezję inspirowaną Wschodem oraz przyrodą, Hando Runnel (ur. 1938), Viivi Luik (ur. 1946), Mats Traat (ur. 1936), Andres Ehin (1940-2011) oraz Ilmar Laaban (1921-2000).
Od końca lat 60. ze względu na polityczne następstwa Praskiej Wiosny w 1968 r. zaczyna rozwijać się literatura drugiego obiegu. Wielu poetów próbuje wydawać wiersze własnym sumptem lub rozpowszechnia je w rękopisie, np. Paul-Eerik Rummo, którego tom Saatja aadress, ukończony w 1972 r. nie mógł ukazać się ze względu na interwencję cenzury aż do roku 1989. Wśród pisarzy, których twórczość w znacznej mierze rozpowszechniana była w drugim obiegu można wyróżnić również takich twórców, jak poeta Johnny B. Isotamm (1939-2014) czy prozaik Toomas Vint (ur. 1944). Do najważniejszych poetów lat 60. i 70. należał Juhan Viiding piszący początkowo pod pseudonimem Jüri Üdi (1948–1995), syn jednego z przedstawicieli literackiej grupy Arbujad, Paula Viidinga. Wydany w 1971 tom Närvitrükk, zawierający utwory Viidinga, Isotamma, Liiva oraz Sanga zdobył sobie znaczną popularność wśród czytelników. Uznanie czytelników mimo niechęci czynników oficjalnych zdobyły sobie również nasycone motywami patriotycznymi oraz formalnie bliskie pieśniom utwory Hando Runnela.

### 1991-2001

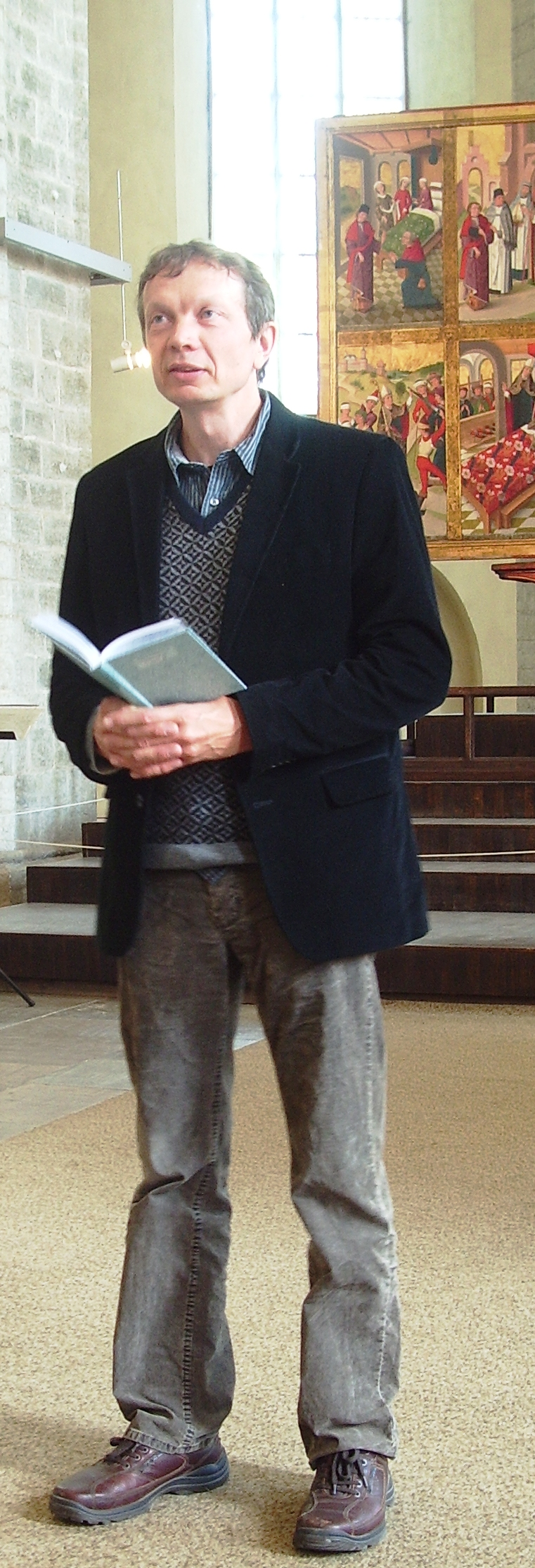
Tõnu Õnnepalu podczas Festiwalu Literatury w Tallinnie

Upadek Związku Radzieckiego przyniósł Estonii niepodległość w 1991 r. Zmiana systemu politycznego, demokratyzacja instytucji oraz otwarcie na świat pozwoliły na pokonanie istniejącego niemal pół wieku podziału piśmiennictwa estońskiego na literaturę tworzoną w kraju oraz literaturę emigracyjną. Wielu pisarzy emigracyjnych powróciło do Estonii na początku lat 90. bądź też po raz pierwszy przyjechało wtedy z wizytą do swego ojczystego kraju (np. Kalju Lepik w 1990). Zaczęto wydawać teksty pisarzy emigracyjnych, wprowadzając w obieg literacki ich utwory, dotychczas pomijane przez czynniki oficjalne. W oficjalnej dystrybucji pojawiły się dzieła niedopuszczone do druku i istniejące tylko w drugim obiegu, bądź publikowano nowe, nieocenzurowane wersje (jak np. powieść Matsa Traata Karukell, kurvameelsuse rohi, które pierwotnie ukazała się w 1982 r., natomiast w wersji nieocenzurowanej powtórnie w 1990 r.). Dwa związki pisarzy estońskich, działający w ojczyźnie i emigracyjny, połączyły się dopiero w 2000 r.
Symbolicznym początkiem nowej epoki była powieść Emila Tode (właśc. Tõnu Õnnepalu, ur. 1962) pt. Piiririik, opublikowana w 1993 r. Zyskała ona duże uznanie w kraju, jak i za granicą, stając się jednym z częściej przekładanych na języki obce tekstów nowszej literatury estońskiej. Powieść ta wprowadziła do literatury estońskiej nową jakość, zapoczątkowując nurt, którego głównym motywem jest stosunek Estończyków do Europy, poszukiwanie kształtu własnej tożsamości w świecie otwartych granic.
W twórczości poetyckiej swą obecność zaznaczyli m.in. Jaan Undusk (ur. 1958), Mati Unt, Viivi Luik oraz Hasso Krull (ur. 1964), chętnie wykorzystujących nawiązania intertekstualne oraz ironię. Do bardziej zauważalnych młodych prozaików tego okresu należeli Andrus Kivirähk (ur. 1970), Karl-Martin Sinijärv (ur. 1971), Mehis Heinsaar (ur. 1973), Peeter Sauter (ur. 1962) czy Jüri Ehlvest (1967-2006), którzy podjęli tematykę, zapoczątkowaną przez Õnnepalu, robiąc to jednak w bardziej zawoalowany i niepozbawiony poczucia humoru sposób.
Do literackiej nagrody Nobla kilkakrotnie zgłaszano kandydaturę Jaana Krossa. Również Jaan Kaplinski należy do ważniejszych postaci współczesnej kultury estońskiej. Pisze on eseje, sztuki teatralne oraz zajmuje się pracą tłumacza. Wielokrotnie występował z odczytami i wykładami za granicami Estonii, m.in. w Vancouver, Calgary, Lublanie, Trieście, Tajpej, Sztokholmie, Bolonii, Londynie czy Edynburgu.
I choć Jaan Kross i Jaan Kaplinski wciąż należą do bardziej znanych i najczęściej tłumaczonych pisarzy estońskich, w ostatnich latach również opowiadania Eevy Park oraz powieści Tõnu Õnnepalu czy Ervin Õunapuu spotkały się z uznaniem i zainteresowaniem czytelników zagranicznych, przede wszystkim w Niemczech i Skandynawii.

### Literatura ostatnich lat
Przełom wieków i początek nowego stulecia przyniosły wiele nowych talentów literackich. Do głosu zaczęli dochodzić pisarze i poeci z pokolenia lat 70. Wśród poetów można wymienić nazwiska takie jak Jürgen Rooste (ur. 1979), Ivar Sild (ur. 1977), Jaak Urmet (posługujący się pseudonimem Wimberg, ur. 1979) czy Kristiina Ehin (ur. 1977). Są to autorzy, proponujący własną, oryginalną wizję świata, ujętą w zróżnicowanej formalnie, stylistycznie i językowo twórczości. Wśród nich Rooste najsilniej nawiązuje do amerykańskich bitników. Sild podejmuje tematykę gejowską, natomiast Wimgerg (właśc. Urmet) chętnie sięga po stylistykę i słownictwo typowe dla języka dziecięcego. Z kolei Kristiina Ehin uważana jest za kontynuatorkę najlepszych tradycji estońskiego pisarstwa kobiecego.
Bujnie rozwija się również proza. Kaur Kender (ur. 1971) zaznaczył swą obecność w literaturze błyskotliwym, pisanym pod wpływem twórczości Chucka Palahniuka debiutem zatytułowanym Iseseisvuspäev (1998). Tę stylistykę podejmuje również Sass Henno (ur. 1982) w powieści Elu algab täna (2003), opublikowanej w całości w internecie.

## Grupy i kierunki literackie
- Arbujad – grupa działająca w latach 30. XX wieku
- Młoda Estonia – grupa pisarzy i artystów działająca w Tartu w pierwszym piętnastoleciu XX w., inspirująca się modernizmem[26]
- Siuru (pol. Niebieski Ptak) – awangardowa grupa literacka, działająca w latach 1917–1920[27]
- Tarapita – grupa działająca w latach 1921–1922